# Лешків
Лешків — село в Україні, у Шептицькому районі Львівської області. Населення становить 343 особи.
А також, Лешків - це українське прізвище.

## Назва
Радянською владою село було перейменовано на Першотравневе, в 1995 р. селу повернено історичну назву.

## Історія
Після Другої світової війни село опинилося у складі Польщі. 21-25 червня 1947 року під час операції «Вісла» польська армія виселила з Лешкова на щойно приєднані до Польщі північно-західні терени 192 українців. У селі залишилося 154 поляки.
За радянсько-польським обміном територіями 15 лютого 1951 року село передане до УРСР, а частина польського населення переселена до Нижньо-Устрицького району, включеного до складу ПНР.

## Відомі уродженці
- Пашкевич Олег Борисович (нар. 1963) — український журналіст, редактор відділення документальних фільмів.